# Tulayha
Tulayha ibn Khuwàylid ibn Nàwfal al-Assadí (àrab: طليحة بن خويلد بن نوفل الأسدي, Ṭulayḥa b. Ḫuwaylid ibn Nawfal al-Asadī), també conegut senzillament com a Tulayha, fou un xeic dels Banu Faqas, subtribu dels Banu Àssad, que va viure al segle vii.
El 625 Mahoma va atacar un pou de la tribu Banu Àssad a Qatan defensat pel xeic Tulayha, que estava planificant un atac a Medina tot aprofitant que la comunitat islàmica estava afeblida després de la batalla de l'Úhud. Tulayha va prendre part en el setge de Medina en la batalla del Fossat, l'any 627. Després de les lluites, els Banu Àssad van patir una severa fam i aleshores Tulayha i els altres caps de la tribu van adoptar l'islam (630). Durant les guerres de la Ridda, del 632, Tulayha en fou un dels principals cabdills, i ja abans de la mort de Mahoma s'havia autoproclamat profeta. Va aconseguir establir una aliança entre els Banu Àssad, els Ghatafan i els Tayy, a la qual es van afegir una part dels Abs i els Fazara, però fou derrotat per Khàlid ibn al-Walid a la batalla de Buzakha el mateix 632. Tulayha va fugir i els Banu Àssad van readoptar l'islam. El mateix Tulayha va abraçar després altre cop la religió islàmica.